# Котово (Череповецкий район)
Котово — деревня в Череповецком районе Вологодской области.
Входит в состав Воскресенского сельского поселения (с 1 января 2006 года по 8 апреля 2009 года входила в Ивановское сельское поселение), с точки зрения административно-территориального деления — в Ивановский сельсовет.
Расстояние до центра муниципального образования Воскресенского по прямой — 23 км. Ближайшие населённые пункты — Надпорожье, Троицкое, Мартыново.
Деревня Котово зарегистрирована 22 августа 2000 года.
По переписи 2002 года население — 6 человек.